# Anoplodactylus allotrius
Anoplodactylus allotrius är en havsspindelart som beskrevs av Child, C.A. 1979. Anoplodactylus allotrius ingår i släktet Anoplodactylus och familjen Phoxichilidiidae. Inga underarter finns listade i Catalogue of Life.